# 86K-8 (route russe)
La route 86K-8 est une autoroute régionale de république de Carélie en Russie.

## Parcours
D'une longueur de 142 km, l'autoroute part de la R21 dans la municipalité d'Aunus et se termine à Impilahti en croisant la A121.
La route longe la côte nord du lac Ladoga.
- Aunus, R21
- Putilitsa
- Riipuskala
- Kapšoila
- Alavoinen
- Bolšakovo
- Eroila
- Kotsila
- Tuulos
- Vitele
- Rajakontu
- Räimälä
- Salmi
- Uuksu
- Pitkäranta
- Koirinoja
- Leppäsilta
- Sumeria
- Impilahti, A121